# لويز سلوتر
دوروثي لويز ماكنتوش سلوتر (14 أغسطس 1929-16 مارس 2018) كانت سياسية أمريكية انتُخبت في عضوية الكونغرس من عام 1987 حتى وفاتها في عام 2018.
ولدت لويز في لينش بولاية كنتاكي. درست علم الأحياء الدقيقة والصحة العامة في جامعة كنتاكي، وحصلت على درجتي البكالوريوس والماجستير. بعد انتقالها إلى نيويورك والانخراط في السياسة كعضو في الحزب الديمقراطي، تم انتخابها لشغل مقعد في جمعية ولاية نيويورك في عام 1982 ومجلس النواب الأمريكي في عام 1986. تمثل لويز روتشستر ومعظم مقاطعة مونرو المحيطة بها ؛ مثلت المنطقة الثلاثين من عام 1987 إلى عام 1993، والمنطقة الثامنة والعشرين من عام 1993 إلى عام 2013، والمنطقة الخامسة والعشرين من عام 2013 حتى وفاتها، وغالبًا ما كانت عالمة الأحياء الدقيقة الوحيدة في الكونغرس.
شغلت سلوتر منصب رئيس لجنة قواعد مجلس النواب من عام 2007 حتى عام 2011 وكعضو الأقلية الأقلية في اللجنة من 2005 إلى 2007، ومن عام 2011 حتى وفاتها.  كانت سلوتر الراعي الرئيسي لقانون عدم التمييز بشأن المعلومات الجينية، الذي أصبح قانونًا في عام 2008. شاركت مع السناتور جو بايدن في رعاية قانون العنف ضد المرأة. في وقت وفاتها، كانت سلوتر أكبر عضو جالس في الكونجرس وآخر عضو جالس ولد في عشرينيات القرن الماضي. 